# ピアノ三重奏曲第2番 (ベートーヴェン)
ピアノ三重奏曲第2番（ピアノさんじゅうそうきょくだいにばん）ト長調作品1-2は、ルートヴィヒ・ヴァン・ベートーヴェンが1793年から1795年にかけて作曲した室内楽曲である。

## 楽器編成
ピアノ、ヴァイオリン、チェロ

## 楽曲構成
演奏時間は約35分ほどである。

第1楽章
序奏：アダージョ、ト長調、4分の3拍子。ピアノの付点リズムで始まる。
主部：アレグロ・ヴィヴァーチェ、4分の2拍子、ソナタ形式。第1主題はピアノで提示される。第2主題はニ長調。
第2楽章
ラルゴ・コン・エスプレッショーネ、ホ長調、8分の6拍子。ソナタ形式。第1主題も第2主題もピアノで提示され、それをヴァイオリンが反復する。第2主題はロ長調。
第3楽章
スケルツォ、アレグロ、ト長調、4分の3拍子。チェロで奏される主題動機がヴァイオリンとピアノの低音部、そしてピアノの高音部と順に高音域に受け継がれて主題を形づくる。トリオはロ短調。
第4楽章
プレスト、ト長調、4分の2拍子。第1主題はヴァイオリンが主音を連打して始まる。第2主題はニ長調でピアノで提示される。